# (7806) Umasslowell
(7806) Umasslowell, ist ein Asteroid des inneren Hauptgürtels, der am 26. Oktober 1971 vom tschechischen Astronomen Luboš Kohoutek an der Hamburger Sternwarte (IAU-Code 029) in Hamburg-Bergedorf entdeckt wurde.
Der Asteroid wurde am 19. August 2008 nach der staatlichen University of Massachusetts Lowell benannt, die einer von fünf Campus des Universitätssystem University of Massachusetts ist und ihre Wurzeln bis in die 1890er Jahre zurückführt.
Der Himmelskörper gehört zur Nysa-Gruppe, einer nach (44) Nysa benannten Gruppe von Asteroiden (auch Hertha-Familie genannt, nach (135) Hertha).